# Michalis Pavlis
Michalis Pavlis (Grieks: Μιχάλης Παυλής) (Mytilini, 29 september 1989) is een Grieks voormalig voetballer die hoofdzakelijk centraal in de aanval speelde.
Pavlis stroomde in 2007 door vanuit de jeugd van AEK Athene. Dat verhuurde hem tijdens zijn laatste halfjaar bij de club aan Ethnikos Asteras, waarna ze hem verkocht aan AE Kifisia FC. Nadat Pavlis vanaf januari 2012 zes maanden voor AO Kavala, haalde AEK Athene hem terug voor wat de laatste anderhalf jaar van zijn actieve voetbalcarrière zou worden. Pavlis stopte in januari 2014 vanwege multiple sclerose. AEK hield hem bij de club als jeugdtrainer.